# Marco Landi
Marco Landi (falecido em 1593) foi um prelado católico romano que serviu como bispo de Ascoli Satriano (1567–1593).

## Biografia
No dia 22 de agosto de 1567, Marco Landi foi nomeado bispo de Ascoli Satriano pelo Papa Pio V. A 14 de setembro de 1567, foi consagrado bispo por Scipione Rebiba, cardeal-sacerdote de Sant'Angelo in Pescheria, com Giulio Antonio Santorio, arcebispo de Santa Severina, e Egidio Valenti, bispo de Nepi e Sutri, servindo como co- consagradores. Serviu como bispo de Ascoli Satriano até à sua morte em 1593. Enquanto bispo, foi o principal co-consagrador de Bartolomeo Ferro, bispo de Lettere-Gragnano (1567).